# Luipaardtrekkervis
De luipaardtrekkervis (Balistoides conspicillum) behoort tot de orde van de kogelvisachtigen en de familie van de trekkervissen.

## Kenmerken
Deze tot 50 cm lange en tot 2 kg zware vis heeft een gepantserde kop met taaie schubben. Zijn krachtige tanden zijn aangepast aan het kraken van schelpen, krabbenpantsers, enz. Hij heeft een donker lichaam met grote, witte vlekken op de buik. Rondom de bek bevindt zich een gele, ronde vlek, met daaromheen een witte ring. Op de rug bevindt zich een soort 'zadel', dat overeenkomsten vertoont met een pantervel. Onder de uitpuilende ogen heeft hij een V-vormige, grijze balk. De aars- en rugvin is transparant blauw en de staart zwart-wit gevlekt.

## Leefwijze
Het voedsel van deze bontgekleurde vis bestaat in hoofdzaak uit zee-egels, kreeftachtigen en schelpdieren. Als ze bedreigd worden, zetten ze hun rugvinstekel op en verankeren zich stevig in een hol of spleet. In de paaitijd zijn ze sterk territoriaal ingesteld.

## Verspreiding
Het leefgebied strekt zich uit van de Rode Zee via de Indische Oceaan, Oost-Afrika tot Zuid-Afrika en via Indonesië tot in de Stille Oceaan. Het is een solitaire vis die voornamelijk voorkomt bij steile afgronden van koraalriffen.

## Relatie met de mens
Voor de consumptie wordt er op kleine schaal op gevist. Als aquariumvis is de luipaardtrekkervis, met zijn felle kleuren en bijzondere patronen, zeer gewild.
1. ↑  (en) Luipaardtrekkervis op de IUCN Red List of Threatened Species.